# VegMag
VegMag, anciennement Végétariens Magazine, était une revue française bimestrielle fondée en 2006 par Jean-Marc Royer. D'abord éditée par la SARL Netino, elle a été éditée par la SARL Valian depuis 2009 et jusqu'à sa disparition en décembre 2011. Initialement filiale de Netino, la SARL Valian est devenue indépendante le 29 octobre 2010.
Avec comme sous-titre La revue de la bio-cohérence, le magazine présentait le végétarisme et ses avantages pour la santé, l'environnement, les humains et les animaux.
La revue proposait des articles et dossiers santé, nutrition, écologie, philosophie, humanitaire, défense animale, des fiches pratiques et conseils pour le quotidien, des contes pour enfants ainsi que des recettes végétaliennes.

## Positionnement
Le positionnement initial de la revue était avant tout axé sur l’éthique envers les animaux, et particulièrement ceux dits « de boucherie » (tels que le porc, les bovidés, les volailles, etc). Elle s’adressait donc en premier lieu aux végétariens qui ne consomment pas de viande par souci de ne pas tuer ou exploiter des animaux.
La revue a évolué au fil des années, avec une volonté de tolérance et d’ouverture, pour englober la défense animale dans une démarche globale plus large d’équilibre avec la nature : le fait de tuer des animaux, êtres vivants et naturels par définition, étant alors considéré comme antinaturel. La revue défendait toujours la thèse que les animaux disposent d’un droit à vivre libres et que le fait de les tuer pour les manger est donc contraire au respect de leurs droits élémentaires. À ce titre, la revue était proche des mouvements antispécistes, et de philosophes comme Peter Singer.
Elle comptait ses lecteurs assidus des célébrités telles que Brigitte Bardot, qui, réagissant à un article paru dans la revue en 2006, a écrit au président slovène Janez Drnovšek pour le féliciter publiquement de ses actions en faveur de la défense animale.
Elle avait également reçu le support de personnalités telles que Paul Watson (cofondateur de Greenpeace).
La société éditrice Valian avait lancé en septembre 2010 Regard Animal, une deuxième revue axée sur la défense des animaux, qui s’adressait à tous les amis des animaux, qu’ils soient végétariens ou pas. Cette revue a rapidement été englobée dans VegMag, elle aussi disparue en 2011.

## Disponibilité
Initialement diffusée en kiosque au niveau national par les MLP, VegMag était disponible seulement sur abonnement.
VegMag était disponible aussi dans certains magasins bio ou sur les stands lors de festivals ou forums bio et/ou végétariens.
Après sa disparition, les abonnés ont été invités à s'adresser vers Alternatives végétariennes.

## Historique
Directeurs de la publication :
- du lancement à avril 2009 : Jean-Marc Royer
- mai 2009 - décembre 2011 : Julie Lescieux

Rédacteurs en chef :
- du lancement à sept 2007 : Jean-Marc Royer
- oct 2007 à juin 2008 : Jessica Boucher-Rétif
- juillet 2008 à 2009: Mireille Bouvier
- depuis 2009: Julie Lescieux
- en 2010-2011 : Rose Doublet Potdevin[5]